# Canon EOS
Canon EOS (Electro-Optical-System o Sistema Electro òptic) és un sistema fotogràfic creat per la signatura japonesa Canon Inc. Va ser llançat l'any 1987 amb la Canon EOS 650 i segueix en producció amb la gamma de càmeres rèflex digitals de la marca. L'acrònim EOS va ser triat en al·legoria a Eos, la deessa de l'alba de la mitologia grega.
Els seus principals competidors són el sistema Nikon F i el seu successor Nikon Z, així com el sistema Alpha de Sony i el seu successor Sony E. Actualment, el sistema EOS és líder al mercat de càmeres rèflex digitals.
El cor del sistema és la muntura EF de Canon, la qual va substituir la muntura FD de la mateixa marca.
Canon consta en el seu catàleg de diverses càmeres de cinema, les quals s'anomenen Canon EOS Cinema, i incorporen muntura EF, RF o PL.

## Esquema de noms de lescàmeres de pel·lículaDSLR ambmuntura EF
Aquestes càmeres van ser les primeres del sistema EOS, són càmeres que utilitzen pel·lícula de 35mm.
| Sensor     | Gamma        | Model | Model | Model |      |       |      |         |
| ---------- | ------------ | ----- | ----- | ----- | ---- | ----- | ---- | ------- |
| 35 mm (EF) | Professional | 1     | RT    | 5     | 1N   | 1N RS | 3    | 1V      |
| 35 mm (EF) | Expert       | 10    | 50    | 30    | 30V  |       |      |         |
| 35 mm (EF) | Amateur      | 650   | 620   | 750   | 850  | 630   | 700  | 100     |
| 35 mm (EF) | Amateur      | 1000  | 500   | X     | 5000 | 500N  | IX   | IX Lite |
| 35 mm (EF) | Amateur      | 3000  | 2000  | 3000N | 300V | 3000V | 300X |         |

## Esquema de noms de les càmeres digitals DSLR ambmuntura EF/EF-S
Les inicials EF provenen d'Electro-Focus (focus electrònic): l'autofocus en els objectius EF és manejat per un motor elèctric incorporat a l'objectiu.
Abans de la introducció de la rèflex digital EOS D30, Kodak va produir quatre models també venudes sota la marca Canon. Aquestes càmeres utilitzaven un respatller digital posterior amb el sensor d'imatge i l'electrònica associada dissenyada i construïda per Kodak juntament amb els components interns modificats de la SLR EOS-1N. Com aquestes usaven el sistema Canon EOS, poden acceptar lents EF. Les quatre càmeres són:
| Model                  | Release date  |
| ---------------------- | ------------- |
| EOS DCS3               | Juliol 1995   |
| EOS DCS1               | Desembre 1995 |
| EOS D2000/Kodak DCS520 | Març 1998     |
| EOS D6000/Kodak DCS560 | Desembre 1998 |

Després de la finalització de l'acord per part de Canon, Kodak va cooperar amb Sigma, que en aquell moment tenia una llicència de Canon, per produir la Kodak DCS Pro SLR/c basada en un cos SA9 SLR el 2004, el qual era compatible amb objectius EF.
Les següents rèflex digitals, a partir de la D30, tenien cossos i sensors completament dissenyats i fabricats per Canon (excepte la Canon EOS-1D, que utilitza un sensor CCD de Panasonic).
Les reflex digitals Canon estan equipades amb un sensor CMOS (a excepció de l'EOS-1D que utilitza un sensor CCD).
| 35 mm (EF)   | Professional 1D  | 1DS   | 1Ds Mark II | 1Ds Mark III | 1DX / 1DC   | 1DX Mark II | 1DX Mark III |      |      |      |      |      |      |      |
| 35 mm (EF)   | Professional 5D  | 5D    | 5D Mark II  | 5D Mark III  | 5D Mark IV  | 5DS / R     |              |      |      |      |      |      |      |      |
| 35 mm (EF)   | Expert           | 6D    | 6D Mark II  |              |             |             |              |      |      |      |      |      |      |      |
| APS-H (EF)   | Professional     | 1D    | 1D Mark II  | 1D Mark II N | 1D Mark III | 1D Mark IV  |              |      |      |      |      |      |      |      |
| APS-C (EF-S) | Semiprofessional | 7D    | 7D Mark II  |              |             |             |              |      |      |      |      |      |      |      |
| APS-C (EF-S) | Expert           | D30   | D60         | 10D          | 20D         | 30D         | 40D          | 50D  | 60D  | 70D  | 77D  | 80D  | 90D  |      |
| APS-C (EF-S) | Astrofotografia  | 20Da  | 60Da        |              |             |             |              |      |      |      |      |      |      |      |
| APS-C (EF-S) | Amateur          | 300D  | 350D        | 400D         | 450D        | 500D        | 550D         | 600D | 650D | 700D | 750D | 760D | 800D | 850D |
| APS-C (EF-S) | Amateur          | 100D  | 200D        | 250D         |             |             |              |      |      |      |      |      |      |      |
| APS-C (EF-S) | Principiant      | 1000D | 1100D       | 1200D        | 1300D       | 4000D       | 2000D        |      |      |      |      |      |      |      |

## Esquema de noms de les càmeres sense mirall ambmuntura EF-M
Les càmeres sense mirall de Canon (sèrie M), amb sensor d'imatge APS-C tenen un factor de retall d'1,5x.
| Sensor | Gamma           | Model | Model  | Model |
| ------ | --------------- | ----- | ------ | ----- |
| APS-C  | Gamma mitja     | M5    | M6     | M6 II |
| APS-C  | Entrada / Mitja | M     | M2     | M3    |
| APS-C  | Entrada / Mitja | M50   | M50 II |       |
| APS-C  | Entrada         | M10   | M100   | M200  |

## Esquema de noms de les càmeres sense mirall ambmuntura RF
Les càmeres sense mirall de Canon (sèrie R), existeixen amb sensor d'imatge Full Frame i APS-C, aquestes últimes amb un factor de retall d'1,5X.
| Sensor     | Gamma        | Model | Model | Model | Model | Model | Model |
| ---------- | ------------ | ----- | ----- | ----- | ----- | ----- | ----- |
| Full Frame | Professional | R6    | R6 II | R5    | R5 II | R3    | R1    |
| Full Frame | Avançat      | R     | Ra    | R8    |       |       |       |
| Full Frame | Mitja        | RP    |       |       |       |       |       |
| APS-C      | Avançat      | R7    |       |       |       |       |       |
| APS-C      | Mitja        | R50   | R10   | R50V  |       |       |       |
| APS-C      | Entrada      | R100  |       |       |       |       |       |

## Muntures de Canon EOS

### Muntura EF

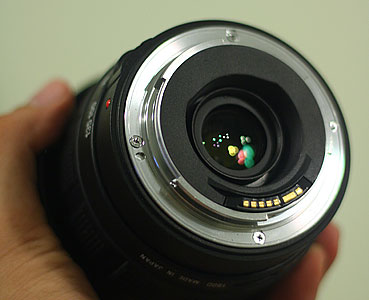
Baioneta d'un objectiu EF.

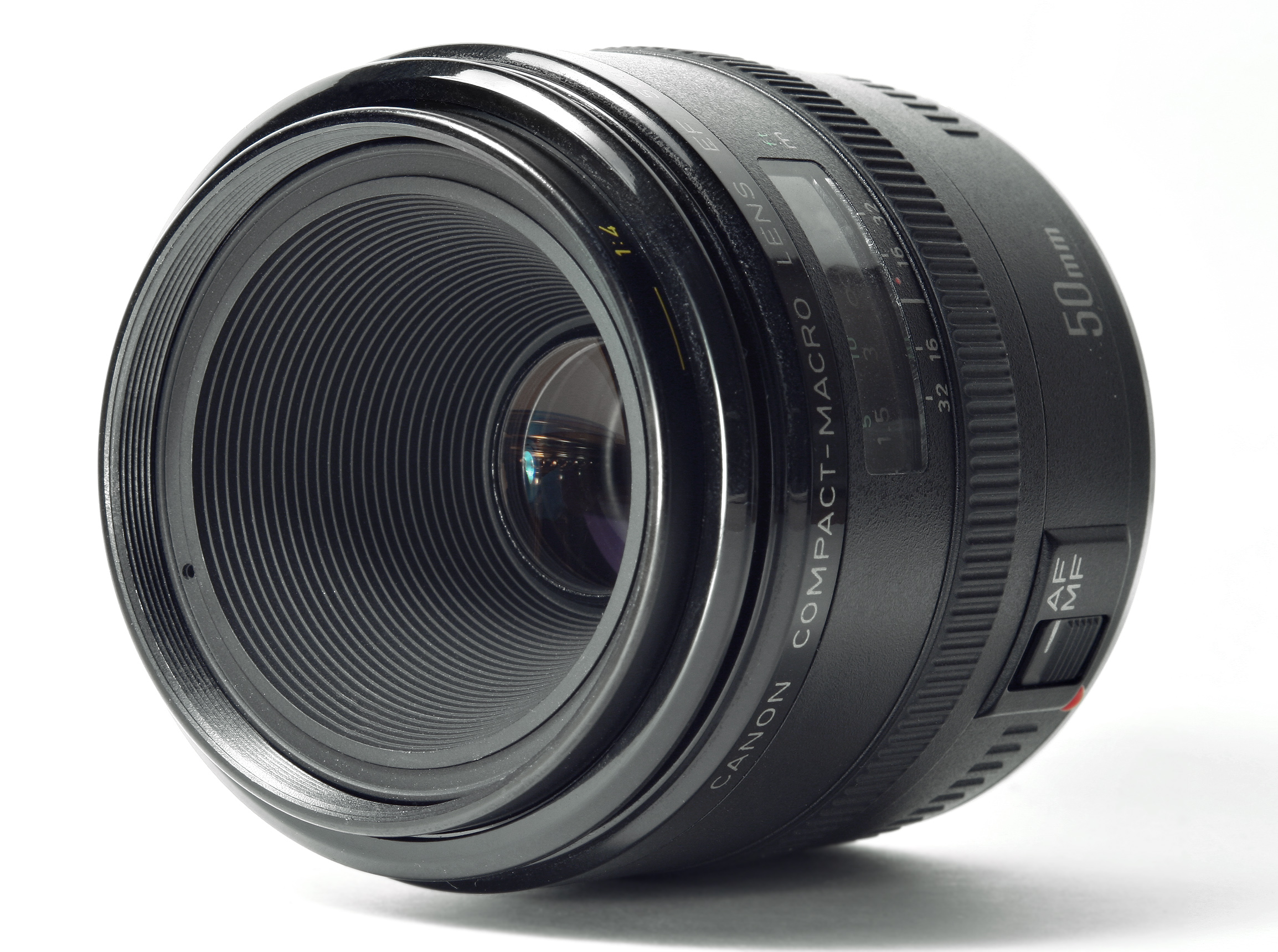
Cànon EF 50mm per al sistema EOS.

La baioneta de la muntura EF és el cor del sistema EOS. Incompatible amb la muntura FD que li va precedir, va ser dissenyada sense mecanismes mòbils entre la lent i el cos de la càmera. L'obertura i l'enfocament estan controlats mitjançant contactes elèctrics, la qual cosa implica que totes les lents del sistema EOS portin motors d'enfocament o estabilització. Els enginyers de Cànon es van inspirar en aquest aspecte en el sistema Nikon F de l'any 1983. Altres fabricants com Contax o Olympus van incloure després aquest tipus de mecànica en els seus respectius sistemes rèflex.

### Muntura EF-S
Amb la irrupció de la fotografia digital Canon va presentar una muntura derivada de la EF denominada EF-S. Va dirigida al segment de consum i són lents més assequibles i pensades per a càmeres de sensor APS-C. La lletra S significa en anglès 'Short back focus', i fa referència al fet que en les lents amb muntura EF-S, l'element posterior de la lent està més proper al sensor d'imatge que en una lent amb muntura EF estàndard. Aquesta característica fa a la muntura EF-S més adequada per a objectius gran angular, permetent construir-los més petits, lleugers, ràpids i econòmics que els seus equivalents EF. La majoria dels objectius amb muntura EF-S són gran angulars.

### Muntura EF-M
Va ser introduïda el 2012, és un derivat de la muntura Canon EF, dissenyada pel seu ús amb càmeres sense mirall d'objectius intercanviables.

### Muntura Canon RF
Va ser introduïda el 2018 per a les seves càmeres d'objectiu intercanviable sense mirall de sensor de format complet, i el 2022 va presentar la muntura RF-S, pensada per càmeres del mateix tipus però amb sensor APS-C.

### Objectius EF de terceres marques
Tot i que Canon no dona suport ni recolza la fabricació de lents EF per terceres marques, Sigma, Tamron, Tokina, Samyang i altres marques tenen objectius per a Canon EOS als seus respectius catàlegs. Aquests fabricants dissenyen les lents mitjançant enginyeria inversa, ja que Cànon no facilita les especificacions tècniques de la comunicació cos-objectiu a cap altra empresa. Els usuaris solen comprar aquestes marques a causa del seu preu més assequible i, de vegades, a la seva qualitat superior.

## Galeria

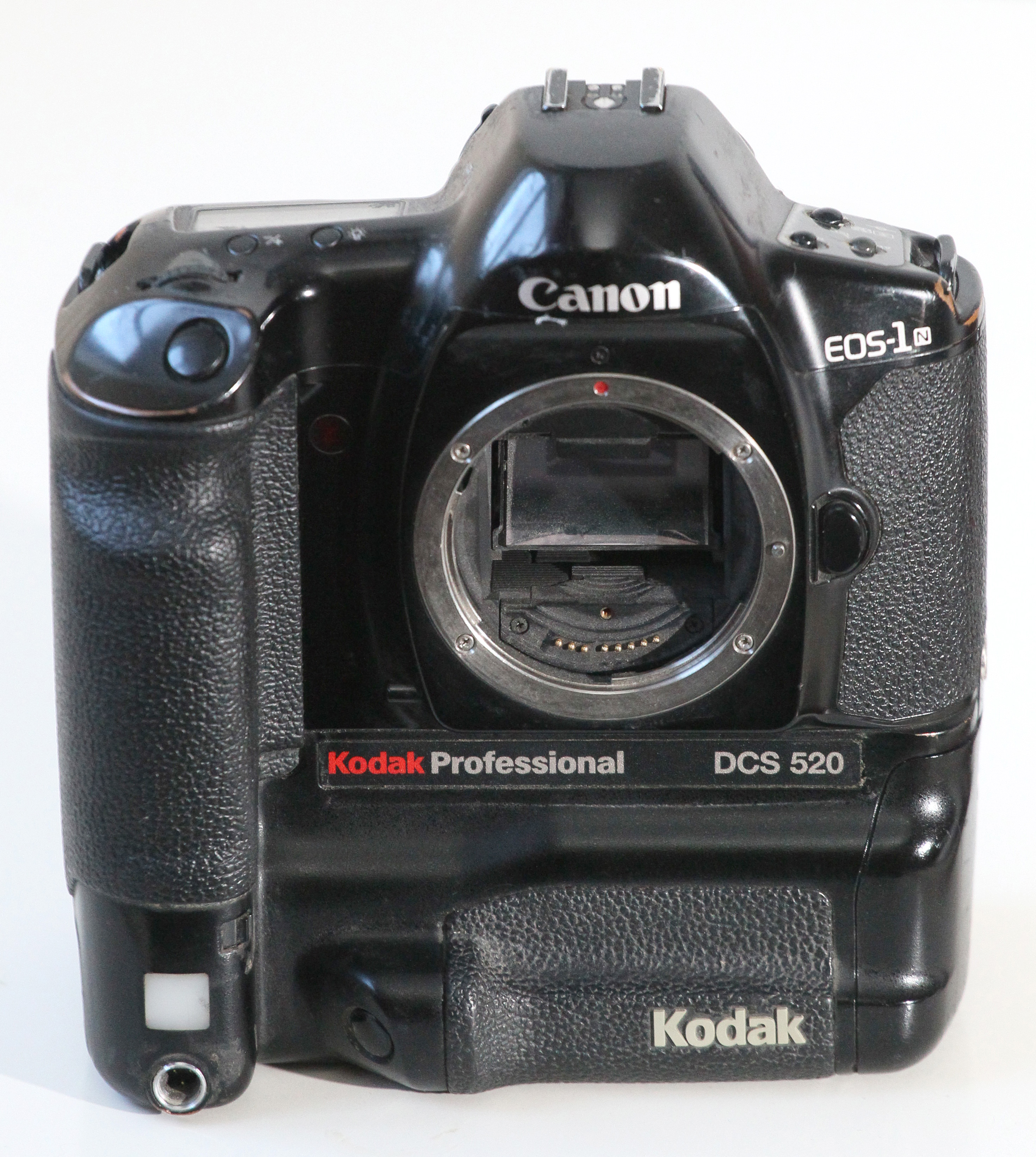
EOS D2000 / Kodak DCS520 - Digital (1998)
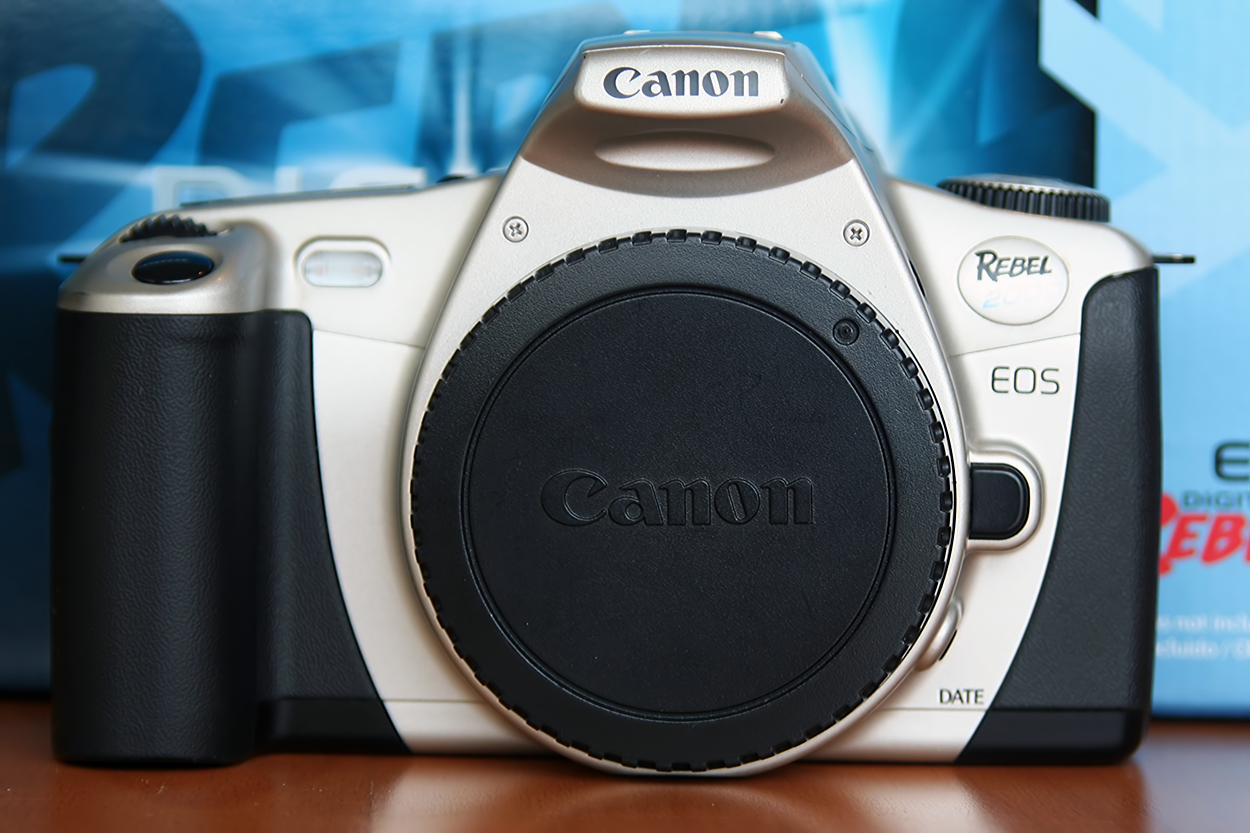
Canon EOS 300 - 35mm (2002)
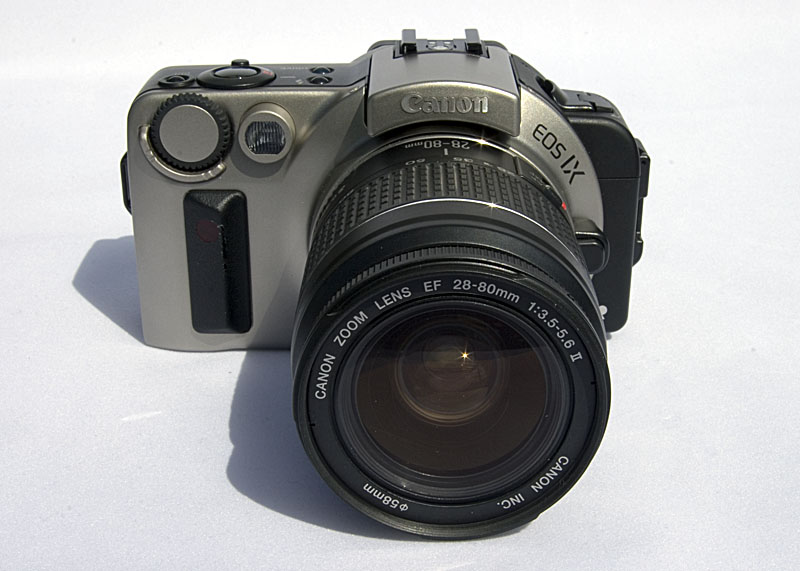
Canon EOS IX - 35mm (1996)
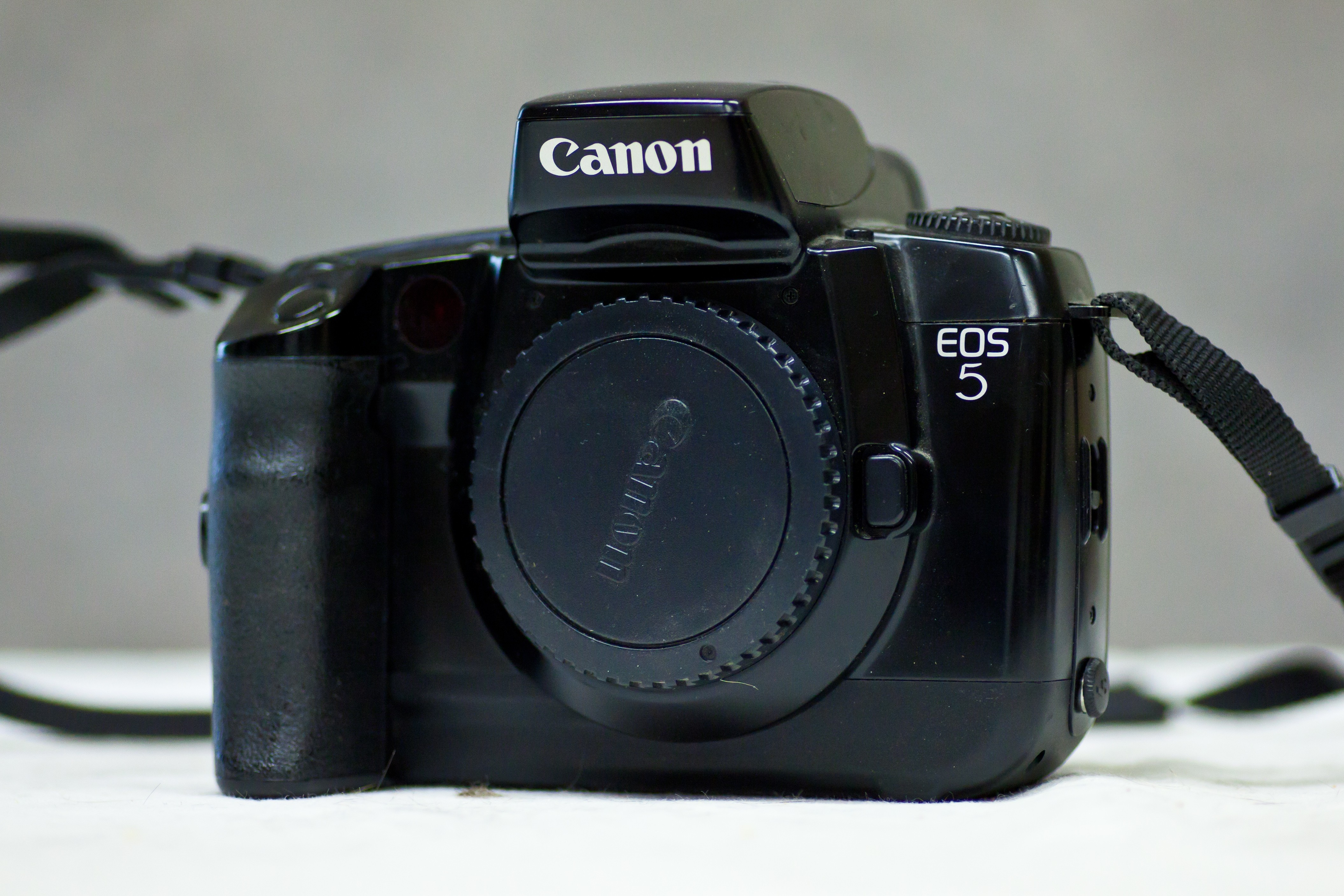
Canon EOS 5 - 35mm (1992)
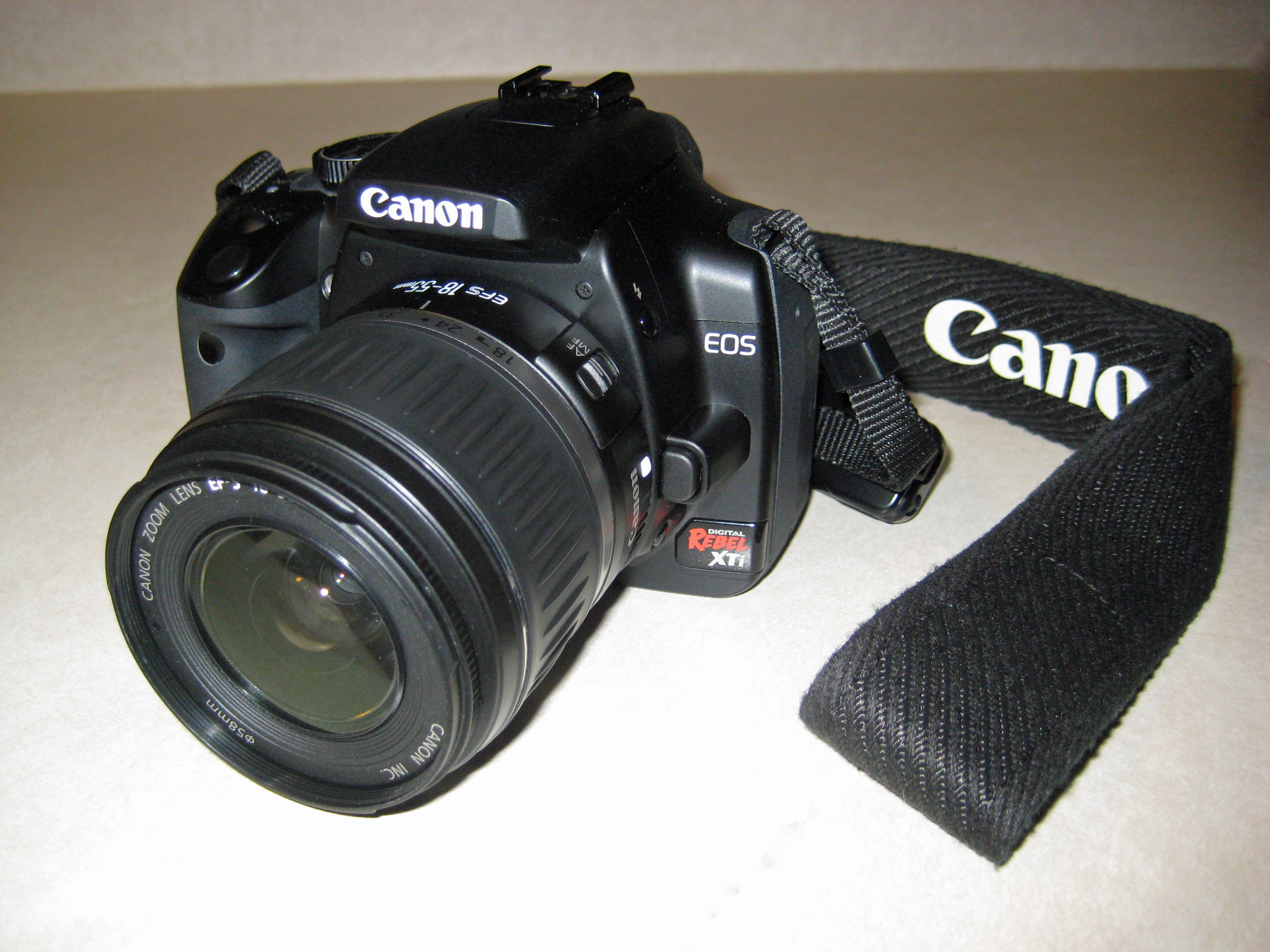
Canon EOS 400D - Digital (2006)
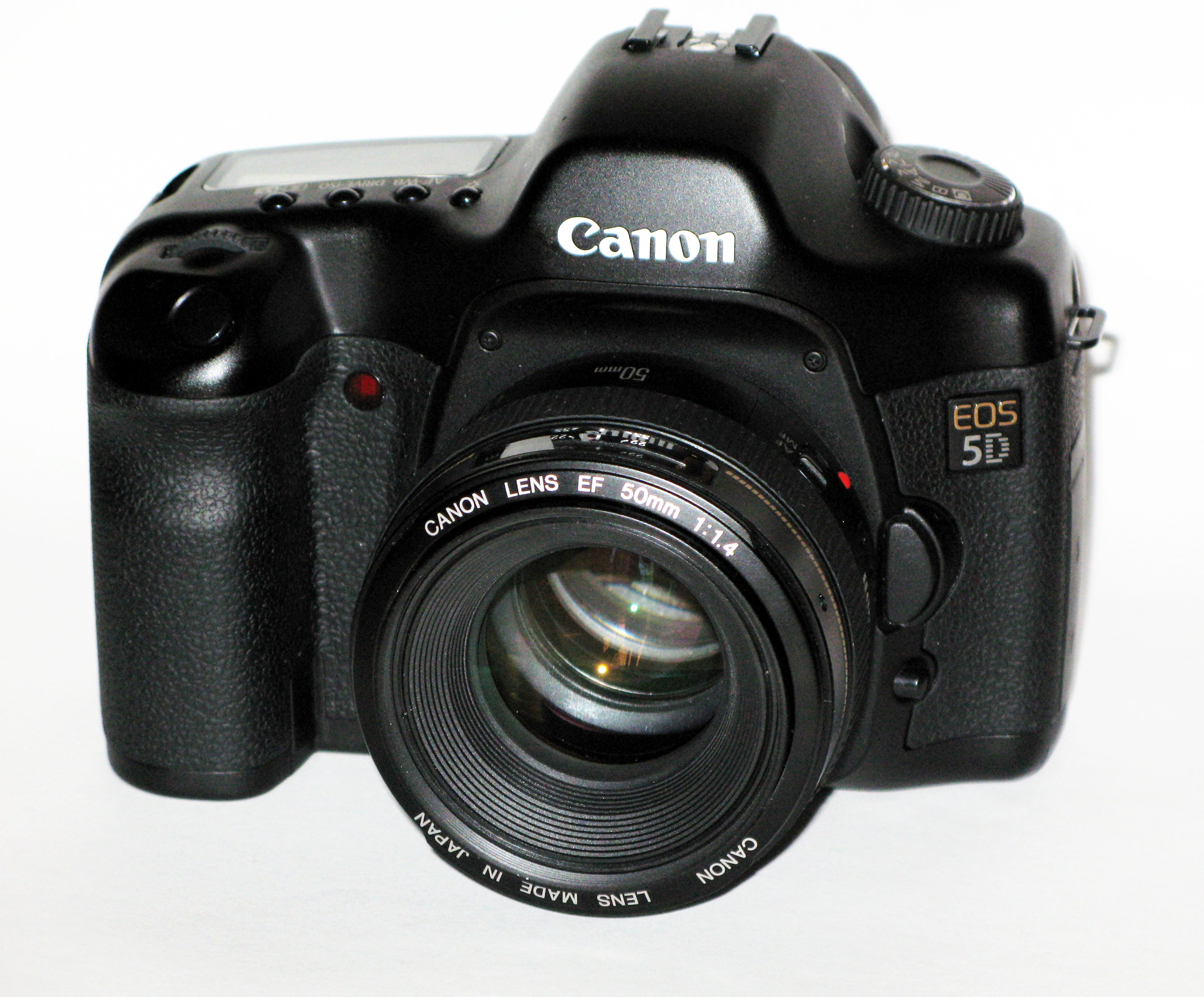
Canon EOS 5D - Digital (2005)